# Comuna Poperecine, Pavlohrad
Poperecine (în ucraineană Поперечне) este o comună în raionul Pavlohrad, regiunea Dnipropetrovsk, Ucraina, formată din satele Novomîkolaiivka, Poperecine (reședința), Step și Svidivok.

## Demografie
Componența lingvistică a satului Poperecine
     Rusă (56,05%)
     Ucraineană (42,99%)
     Alte limbi (0,38%)
Conform recensământului din 2001, majoritatea populației satului Poperecine era vorbitoare de rusă (56,05%), existând în minoritate și vorbitori de ucraineană (42,99%).